# Fehérje

Hemoglobin molekula szalagmodellje. Emlősökben ez a fehérje teszi ki a vörösvértestek szárazanyag-tartalmának körülbelül 97%-át

A fehérjék egy szabályosan ismétlődő elemekből álló molekuláris gerinchez, az ún. peptidgerinchez kapcsolódó aminosavak láncolatából álló makromolekulák. Az aminosavak sorrendjét az N-terminálistól a C-terminális felé haladva aminosav-szekvenciának nevezzük. A fehérjék aminosav sorrendjét a gének nukleotidszekvenciája kódolja a genetikai kódszótárnak megfelelően. A fehérjék kialakításában a 20 féle „proteinogén” (fehérjealkotó) aminosav vesz részt, melyek szomszédos amino- és karboxilcsoportjaik között kialakuló peptidkötés révén kapcsolódnak egymáshoz, így kialakítva a fehérjék elsődleges szerkezetét, amit aminosav-szekvenciának is nevezünk. Az elsőként azonosított fehérjealkotó aszparagint a spárga növényből izolálták 1806-ban, míg utolsóként a treonint azonosították 1938-ban. A funkcióképesség megszerzéséhez, vagy a megfelelő szabályozás érdekében gyakran találkozunk az aminosav oldalláncok utólagos (poszt-transzlációs) módosításával. Egyes polipeptidek kialakításában több ezer aminosav is részt vehet, míg azokat, melyek kevesebb (<30) aminosavból épülnek fel, és nincs határozott harmadlagos szerkezetük, szokás peptideknek nevezni, bár a peptid-fehérje megkülönböztetést elég lazán kezeli a tudományos nomenklatúra.
A fehérjék fontos biológiai szerepét jellemzi, hogy minden sejtben lejátszódó folyamatban részt vesznek. Számos fehérje enzimaktivitást mutat, azaz valamilyen biokémiai folyamat katalizátoraként segítik elő a sejt életben maradását. Fehérjék rendelkezhetnek stabilizáló, szerkezeti funkcióval is: sejt alakjának kialakítása (aktin, mikrotubuláris sejtváz, intermedier filamentum), sejten belüli transzportfolyamatok lebonyolítása (dinein, kinezin, miozin) mozgatás (akto-miozin rendszer). Más fehérjék a sejt és környezete közötti információáramlás megvalósítása révén teszik lehetővé, hogy a sejt érzékelni tudja, és reagálni tudjon a külvilág ingereire.

## Története

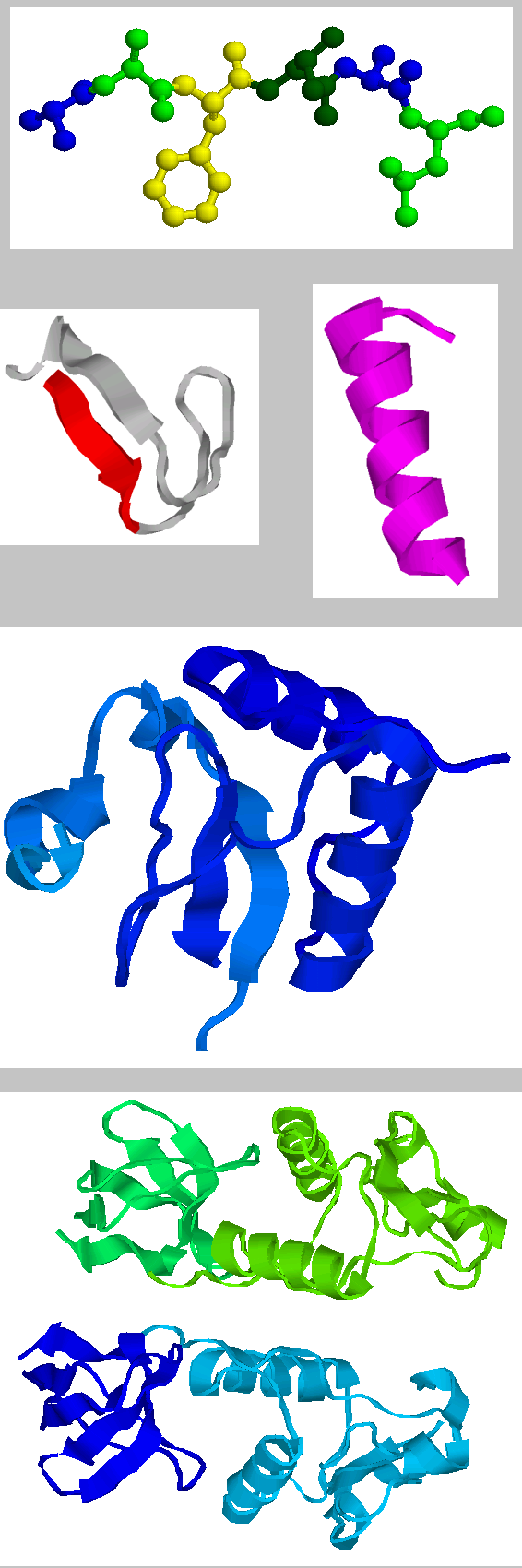
A fehérjék szerkezetének 4 szintje

Habár már Jöns Jakob Berzelius 1838-ban a fehérjéknek a görög eredetű protein nevet adta (πρωτεῖος = „elsődleges fontosságú”), valódi szerepük felfedezéséig 1926-ig várni kellett, mikor James B. Sumner bebizonyította, hogy az ureáz nevű enzim egy fehérje. Az első fehérje, melynek aminosav szekvenciáját megismerhettük, az inzulin volt. Ezért az eredményéért Frederick Sanger 1958-ban kémiai Nobel-díjat kapott. Max F. Perutz-t és John C. Kendrew-t 1962-ben kémiai Nobel díjjal jutalmazták a mioglobin szerkezetének röntgen krisztallográfiás módszerrel történő megoldásáért, mely az első megismert atomi szintű fehérje térszerkezet volt. Mára az ismert fehérje szekvenciák száma, a genomikai programoknak köszönhetően a milliós méretet is meghaladta, míg az ismert térszerkezetek száma megközelíti az ötvenezret.

## Fehérjék biokémiája dióhéjban
A természetes fehérjék 20 különféle l-α-aminosavból felépülő lineáris polimerek. Ezen „proteinogén” aminosavak számos tulajdonságban megegyeznek: rendelkeznek egy α-szénatommal, melyhez aminocsoport és karboxilcsoport kapcsolódik, valamint egy hidrogén atom. Csak a prolin képez ez alól kivételt: aminocsoportjának visszakapcsolódásával egy rendhagyó gyűrűs szerkezet alakul ki. A többi aminosav tetraéderes α-szénatomjának negyedik liganduma más és más, így különböző tulajdonságokkal tudnak a fehérje szerkezetének, funkciójának kialakításához hozzájárulni. Vannak savas (Glu, Asp), bázisos (Arg, Lys), apoláris (Phe, Tyr, Trp, Met, Ile, Leu, Val, Ala), poláris (Ser, Thr, Cys, His, Asn, Gln) oldalláncú aminosavak, illetve a glicin az egyetlen akirális aminosav, melynek oldallánca csupán egy hidrogén. Az aminosavak összekapcsolódása vízkilépéses reakció, ami egy transz, planáris jellegű peptidkötést hoz létre. A lehetséges rezonancia szerkezetek kettős kötés jelleget adnak a peptid síknak, ami a kötés mentén történő rotációt gátolja. A kötést kialakító atomok sorából, a polimer kialakulása során jön létre az összefüggő peptid gerinc. Az oldalláncok a peptidgerincről „lelógva” egymással és a gerinccel kölcsönhatva alakítják ki a fehérjékre jellemző térszerkezetet.
A fehérjék a sejten belüli szintézist követően, az oldalláncokon található változatos funkciós csoportokon keresztül, számos poszt-transzlációs módosításon átmehetnek. A leggyakoribb módosítás a foszforiláció, mely során a fehérjére specifikus kináz enzim foszfát csoportot helyez egy meghatározott Ser, Thr, Tyr ritkábban His oldalláncra. A glikoziláció szintén gyakori jelenség, ebben az esetben oligo/mono-szacharid láncok kapcsolódnak Asn, Ser, Thr, Trp láncokhoz.
Itt kell megjegyezni, hogy amid és aminocsoportot tartalmazó aminosav oldalláncok között, transzglutamináz reakció eredményeként kialakulhatnak peptidkötést tartalmazó kereszthidak, mint például véralvadás.

## A fehérje térszerkezetének szintjei

### Elsődleges szerkezet
Az elsődleges vagy primer szerkezet a fehérje aminosav-szekvenciája, azaz aminosav összetétele, és azok kapcsolódási sorrendje. Az aminosavakból felépülő fehérjék irányított polimerek a peptidkötés aszimmetrikus jellegének köszönhetően. A fehérjelánc szintézisekor a legutoljára beépült aminosav karboxilcsoportjához kapcsolódik a következő aminosav aminocsoportja és így tovább. Így megkülönböztetjük a fehérjelánc „elejét”, a szabad aminocsoportot tartalmazó N-terminálist, valamint a „végét”, a szabad karboxilcsoportot tartalmazó C-terminálist. Mindezt a +H2(−HN−Cα−CO)n−O− képlettel lehet legtömörebben leírni.
A fehérjék elsődleges szerkezetének meghatározására számos kísérleti módszer ismert, ám a leggyakrabban alkalmazott eljárások az Edman lebontás, és a tömegspektrometria. Mivel a kísérletes meghatározás rendkívül költséges és hosszadalmas, ezért manapság a fehérje szekvencia adatbázisokban lévő adatok túlnyomó többségét bioinformatikai módszerekkel állítják elő az mRNS szekvencia és a genetikai kód ismeretében.

### Másodlagos szerkezet
A másodlagos vagy szekunder szerkezeten a peptidgerinc hidrogénkötések által stabilizált lokális (legalább négy aminosavra kiterjedő) rendezettségét értjük. Ezt a szerkezeti szintet a peptidsíkok egymáshoz képest történő elfordulásával jellemezhetjük, azaz a φ (fi; C−N−Cα−C), ψ (pszi; N−Cα−C−N) és az ω (ómega; Cα−C−N−Cα; szinte mindig ±180°) torziós szögekkel. E szerkezeti elemek legfőbb csoportjai a jobb- vagy balmenetes hélixek, a redők, a hurkok és a kanyarok; leggyakoribb az α-hélix, az antiparalel β-redő és a β-kanyar.
A másodlagos szerkezet megismerése nem feltétlenül követeli meg a teljes szerkezet atomi felbontású megoldását: megismert térszerkezetekből kiszámolható, hogy bizonyos aminosavak mennyire preferálják az egyes másodlagos szerkezeti elemeket. Ezekből az ún. propenzitási indexekből nagy megbízhatósággal felderíthető, hogy az adott peptid szakasz milyen szerkezettel rendelkezik a fehérjén belül. A másodlagos szerkezet kísérletes meghatározására a cirkuláris dikroizmus (CD) spektroszkópia ad lehetőséget: az alkalmazott rövid hullámhosszú (190-260 nm) cirkulárisan polarizált fénysugarat a királis tulajdonsággal bíró másodlagos szerkezetek eltérő mértékben nyelik el. Az egyes szerkezetekre jellemző bázisspektrumok lineáris kombinációjával kiszámítható a másodlagos szerkezeti elemek százalékos összetétele az adott fehérjében. Az ELTE Szerves Kémiai Tanszékén működő csoport, dr. Perczel András vezetésével fejlesztett ki egy hasonló elven működő programot.

### Harmadlagos szerkezet
A harmadlagos vagy tercier szerkezet egy polipeptidlánc teljes térbeli konformációja. Ezt a konformációt mindenekelőtt a hidrofób kölcsönhatások stabilizálják. Egy peptidlánc tartalmazhat egyetlen vagy többféle másodlagos szerkezeti elemet, melyek rendezetlen szakaszokkal váltakoznak, de ismertek olyan fehérjék is, melyekből teljesen hiányoznak a rendezett szerkezetek, ezeket natívan rendezetlen fehérjéknek nevezzük. A folyamatot, mely során a fehérjemolekulák elnyerik ezen natív szerkezetük, vagyis amelyben betöltik biológiai funkciójukat, a fehérjék feltekeredésének, foldingjának nevezzük.

### Negyedleges szerkezet
Bizonyos fehérjéket több peptidlánc alkot, melyeket ez esetben alegységeknek nevezünk. A peptidláncok lehetnek azonosak vagy eltérőek, számuk általában nem haladja meg a nyolcat, de ismertek fontos kivételek: pl. egyes vírusok kapszidja hatvan polipeptidből áll.

## Csoportosításuk

### Összetételük szerint
- Egyszerű fehérjék: csak aminosavak építik fel őket, hidrolízisükkor csak aminosavak keletkeznek.
- Összetett fehérjék: hidrolizátumuk egyéb alkotórészt is tartalmaz. Lehetnek:
  - Metalloproteinek: fémionokat tartalmaznak, például az alkohol-dehidrogenáz Zn2+-t, a citokróm oxidáz Cu2+-t.
  - Foszfoproteinek, például kazein.
  - Hem-proteinek, például hemoglobin, mioglobin, citokróm c, vas-protoporfirin részt tartalmaz.
  - Glikoproteinek: szénhidrát-részt tartalmaznak, pl {\displaystyle \gamma }-globulin.
  - Lipoproteinek, például {\displaystyle \beta _{1}}-lipoprotein.
  - Flavoproteinek: flavinnukleotid részt tartalmaznak például a szukcinát dehidrogenáz.
  - Nukleoproteinek: nukleinsavakat tartalmaznak, például a dohánymozaikvírus és a riboszómák RNS-t.

### Funkciójuk szerint
A fehérjék sokféle funkciót töltenek be a szervezetben, ezek közül a fontosabbak:
- Enzimek, például: tripszin, hisztidin.
- Szállító vagy transzportfehérjék: feladatuk a szervek közti szállító feladatok ellátása. Például: hemoglobin, hemocianin, szérumalbumin.
- Védőfehérjék: lehetővé teszik, hogy a szervezet fertőzéssel vagy sérüléssel szemben védekezzen. Például: ellenanyagok, fibrinogén, trombin.
- Toxinok, például kígyómérgek.
- Hormonfehérjék vagy peptidhormonok, például: inzulin, glukagon, mellékvesekéreg-serkentő hormon (ACTH), növekedési hormon (GH).
- Szerkezeti vagy struktúrfehérjék: a mozgáshoz szilárd vázat biztosítanak, és a külső védelmet szolgálják. Például: kollagén, elasztin, retikulin
- Motorfehérjék: a sejtszervecskék, vezikulumok sejten belüli mozgatása. Pl.: aktin, miozin, kinezin, dinein
- Tartalékfehérjék: az embrionális fejlődés korai szakaszában tartalékként szolgálnak. Például: ovalbumin (tojásban), kazein.